# هورست زیندرمان
هورست زیندرمان (آلمانی: Horst Sindermann؛ زاده ۵ سپتامبر ۱۹۱۵ – درگذشته ۲۰ آوریل ۱۹۹۰) یک سیاست‌مدار کمونیست اهل آلمان بود.